# Carpobrotus edulis
Il fico di mare (Carpobrotus edulis (L.) N.E.Br.) è una pianta succulenta appartenente alla famiglia delle Aizoacee, originaria delle Province del Capo, in Sudafrica.

## Etimologia
Carpobrotus deriva dal greco antico καρπός "karpos" (frutto) e βρωτός "brotos" (edule, commestibile): "frutto commestibile".
In Sudafrica furono i coloni vedendo le popolazioni del luogo (i Khoi) cibarsi dei frutti come se fossero fichi a denominarlo "Fico degli Ottentotti" nel XV secolo. Facendo riferimento alla zona di origine è altrimenti conosciuta come fico acido, fico del Capo, ghaukum, ghoenavy, Hottentotsvy, Kaapsevy, perdevy, rankvy, suurvy, vyerank, (Afrikaans); ikhambi-lamabulawo, umgongozi (Zulu). In Sicilia, dove è diffuso in diverse zone della costa sud-occidentale, è anche conosciuto come varva di monacu (barba di monaco in siciliano). Nella provincia di Ragusa viene chiamato caddu, che sarebbe in italiano il callo. Viene chiamato così per la robustezza della foglia. In Toscana è noto come bacicci e, all'isola d'Elba, come bocciaie e caprettaie.

## Descrizione
Carpobrotus edulis è una pianta perenne, succulenta e strisciante. Alta 15/20 centimetri, si propaga spontaneamente formando dei tappeti erbosi, coltivata si presta a decorare intere pareti rocciose.

### Radici
Radice sottile e ramificata che la rende idonea per la coltivazione in giardini pensili.

### Fusto
Il gambo dicotomico ramificato (ripetute ramificazioni in due parti uguali) contenente, come le foglie, una linfa densa e vischiosa che costituisce riserva nei periodi di siccità.

### Foglie
Presenta foglie carnose di forma ad artiglio (8/12 cm.) a sezione triangolare. Spesso dritte di colore verde, rastremate dall'attaccatura fino all'apice. In base alla prolungata esposizione alla luce solare possono presentare una colorazione rossiccia in prossimità dei bordi.

### Fiori
Caratteristica delle piante sono le corolle che si dischiudono durante le ore più assolate della giornata.
Il fiore solitario, a capolino, corto peduncolo, durevole una decina di giorni, molto decorativo, compare da maggio fino a tutto ottobre, di circa 4 cm. di diametro, rosa antico, 20-80 petali, raccolti al bottone, 30/40 stami.
L'insieme di calice e corolla (perianzio), è costituito da 5 tepali della stessa struttura delle foglie, quella che si mostra come variopinta corolla altro non è altro che un insieme di stami sterili con forma e consistenza di petali colorati, gli stami fertili sono sempre gialli. Gli stigmi sono disposti in modo circolale nella parte femminile del fiore (gineceo).
Periodo di fioritura febbraio, ottobre in funzione della latitudine.

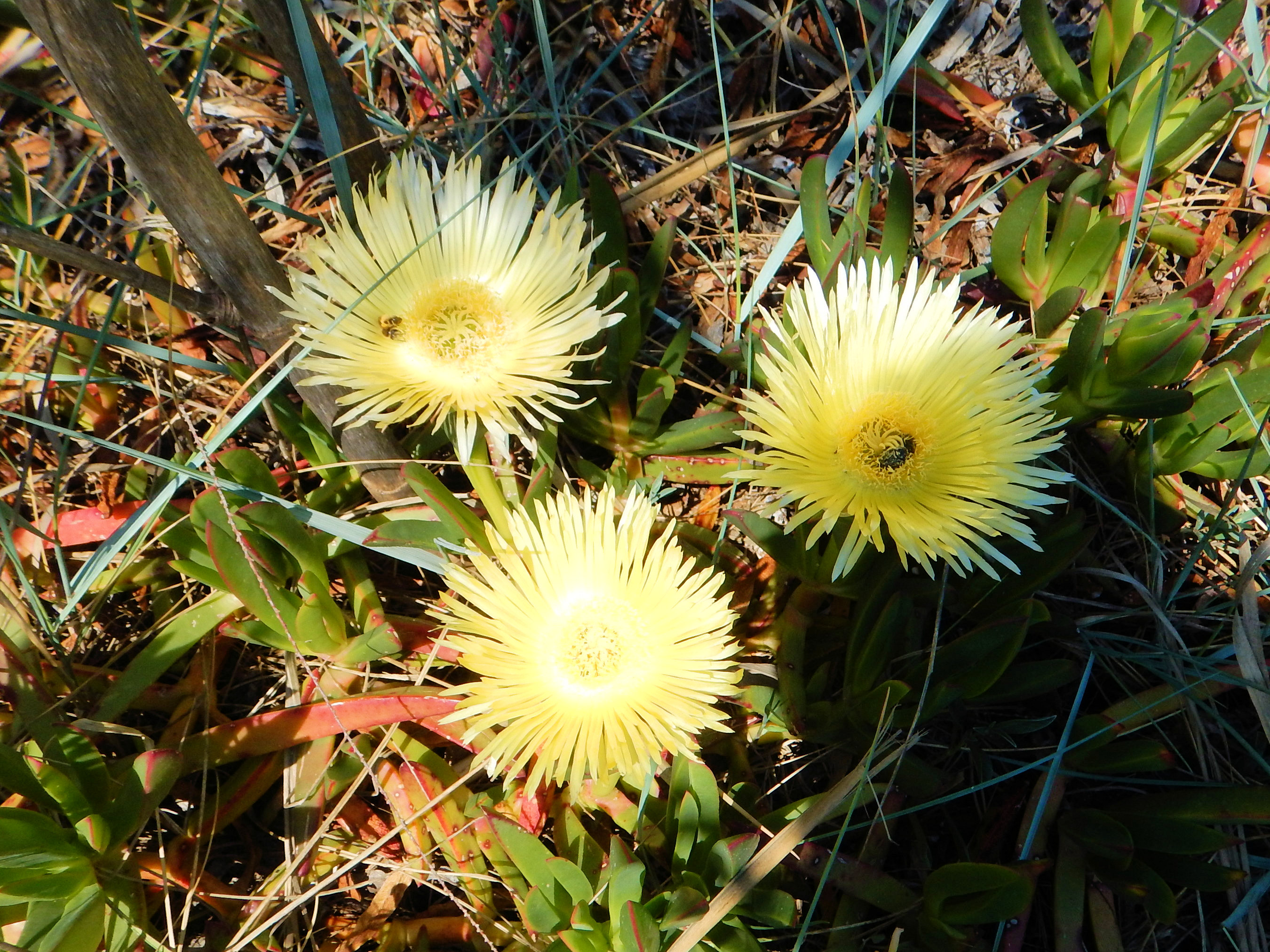
Varietà gialla di Carpobrotus edulis
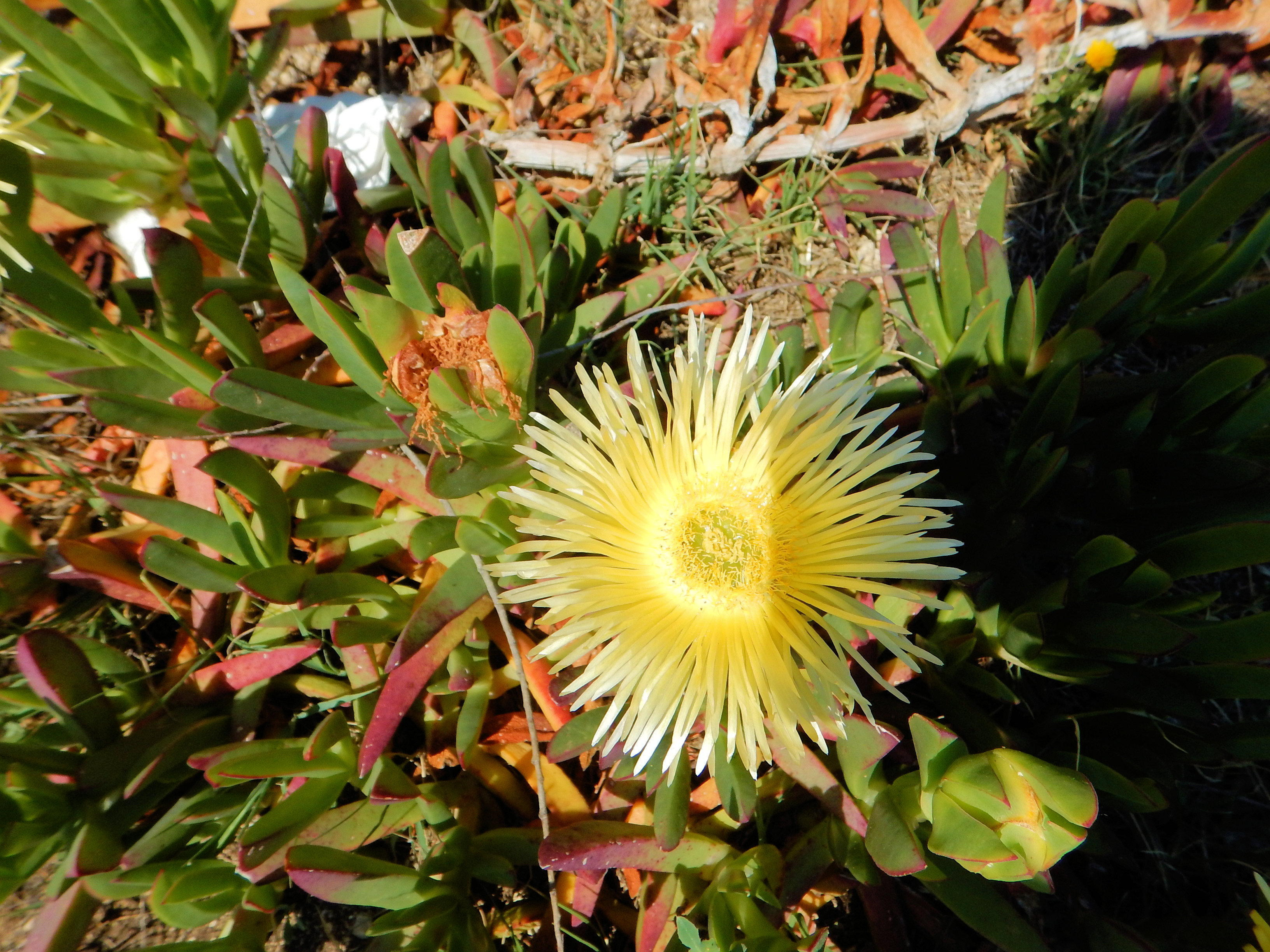
Varietà gialla di Carpobrotus edulis

### Frutti
Il frutto è un baccello, indeiscente, capsula grossolanamente papillata; Semi scuri, rugosi con piccoli tubercoli risiedono in una mucillagine gelatinosa. Il frutto maturando ingiallisce emanando un caratteristico profumo. Commestibile dal sapore acidulo.

## Distribuzione e habitat
Carpobrotus edulis è originario delle Province del Capo, in Sudafrica.

È stato introdotto, a scopo ornamentale, in numerosi paesi, acquisendo sviluppo da specie invasiva. In Italia è naturalizzato in Sicilia, Sardegna, Calabria, Campania, Toscana, Liguria, Puglia, Molise, Lazio, Marche e Abruzzo. 
Vegeta sulle coste ove è presente in grandi macchie che coprono le dune e le spiagge vicino al mare, grazie alla robustezza e resistenza al salmastro.

## Tassonomia
Carpobrotus edulis è diviso nelle due sottospecie:
- Carpobrotus edulis subsp. edulis
- Carpobrotus edulis subsp. parviflorus Wisura & Glen

## Propagazione
Carpobrotus edulis si riproduce sia sessualmente che asessualmente. I fiori sono ad impollinazione entomocora e diversi organismi si nutrono dei suoi frutti, contribuendo così alla dispersione dei semi e la diffusione della pianta: roditori, ungulati e primati. Le testuggini invece si cibano delle parti vegetative.
Data la sua elevata adattabilità e capacità di riprodursi in modo vegetativo, nei luoghi di introduzione può facilmente diventare una pianta infestante, dannosa per le specie vegetali autoctone, con cui entra in competizione per lo spazio. Lo dimostrano estesi tappeti che coprono intere dune.
Alcuni lati positivi della presenza di C. edulis possono essere la stabilizzazione del terreno, il suo essere una riserva di liquidi laddove l'acqua è in disponibilità limitata, costituisce un'idonea barriera contro il fuoco ed in grosse quantità può essere trasformato in concime di qualità.

## Usi

### In cucina
I fiori si prestano per preparare confetture dal sapore acidulo e lievemente salato.

### In medicina
Il liquido estratto dalle foglie è utilizzato come lenitivo per arrossature, irritazioni cutanee, scottature solari. Eczemi, escoriazioni, herpes labiale, secchezza delle mucose delle labbra. È efficace come antidolorifico e disinfiammante contro le lesioni provocate dagli attacchi delle meduse e lenitivo contro le punture d'insetti, queste proprietà valgono il titolo di pianta di primo soccorso. Esami chimici hanno accertato la presenza di: acido ferulico, cactichina, hyperoside, neosperidina, rutina.
L'estratto è antisettico e astringente, proprietà che lo rendono indicato per il trattamento di patologie gastroenteriche: lassativo contro la stitichezza, sia di persone, che di bestiame, somministrato con frutta e acqua di mare. Misto ad acqua si presta a ridurre la diarrea, la dissenteria, i crampi allo stomaco. Si presta per la riduzione dell'infiammazione della bocca e della gola (laringite). Nel Sudafrica, dove trova origine, è impiegato per la cura di tubercolosi e come trattamento terapeutico della difterite e del diabete. Come antidolorifico nei parti e come emolliente della pelle. La credenza popolare attribuiva virtù particolari spalmandolo sul capo dei neonati per renderli forti e vigorosi.

## Coltivazione
Il Carpobrotus edulis ama posizioni molto luminose e soleggiate, asciutte e ben ventilate. 
Sopporta bene l'inverno se tenuta al riparo dalle piogge, dalle gelate e innaffiata poco. Predilige i terreni poco fertili. Se il terreno è troppo fertile, è favorita la produzione di foglie anziché fiori.

In Floricoltura e Giardinaggio il termine Mesembryanthemum è spesso esteso o associato a piante della stessa famiglia ma, di genere differente: Carpobrotus, Delosperma, Dorotheanthus e Lampranthus.
 
Molte varietà sono state introdotte e coltivate come piante ornamentali per gli spettacolari e splendidi colori dei loro fiori: tutte le tonalità del rosso, rosa, bianco, giallo e arancio. Piante perenni, semirustiche, succulente, nane, striscianti. Molto diffuse, facili da coltivare e a crescita rapida. Ottimo effetto scenografico coltivata nelle aiuole, nei giardini rocciosi, in vaso, a cascata su terrazze e pareti.
Sopporta bene le temperature elevate, ma teme molto il freddo.

## Malattie e parassiti
In generale, Carpobrotus edulis è una pianta abbastanza robusta e raramente è attaccata da insetti parassiti.

La minaccia più importante è data dalla cocciniglia farinosa che produce macchie lanuginose e si presenta in casi di elevatissima umidità ambientale, mancanza di ventilazione e di luminosità. Malattie fungine (Botrytis) e attacchi di lumache possono causare danni alle foglie. È importante prevenire questi attacchi dosando bene le innaffiature e l'umidità ambientale.
Teme il gelo. Praticare il diradamento per evitare l'accumulo di vecchio e il marciume per asfissia.